# Shlomo Dov Goitein

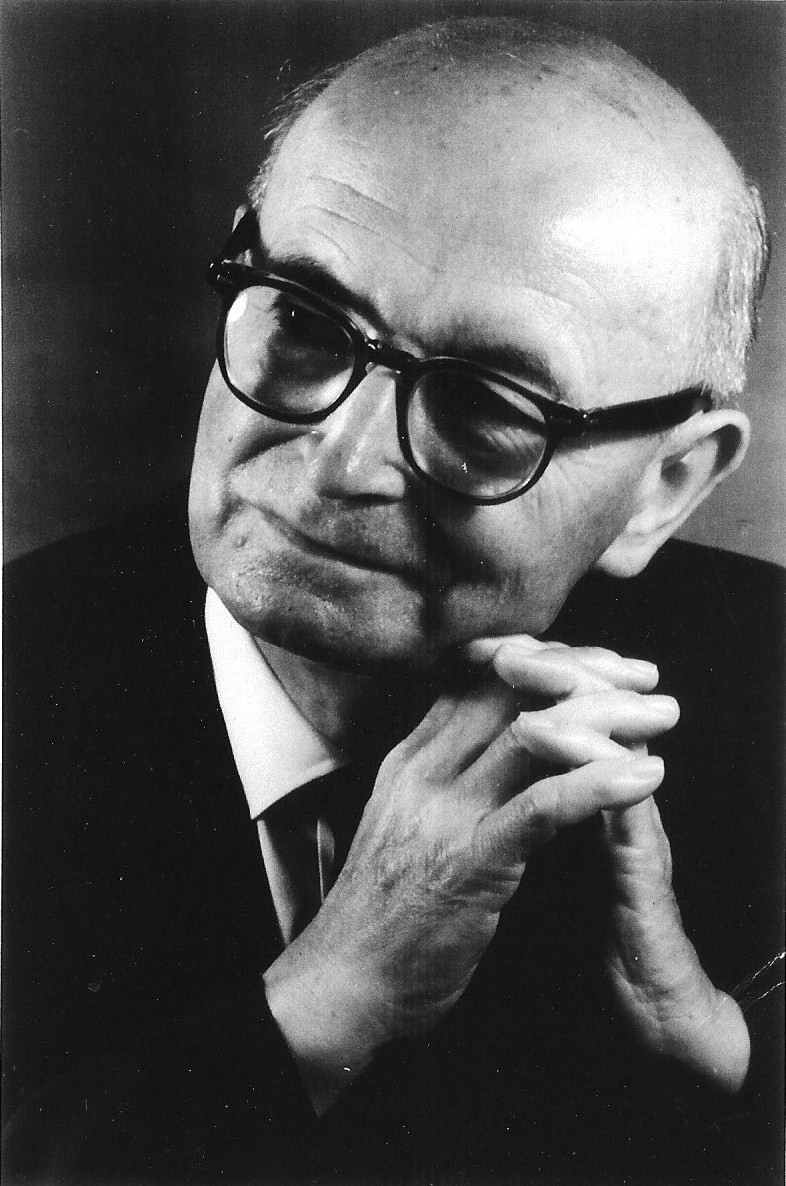
Shlomo Dov Goitein (ca. 1978)

Shlomo Dov Goitein (* 3. April 1900 in Burgkunstadt als Fritz Goitein; † 6. Februar 1985 in Princeton) war ein Arabist und Orientalist.

## Leben
Er entstammte der weitverzweigten Rabbiner- und Gelehrtenfamilie Goitein, deren Name auf den mährischen Ort Kojetín zurückzuführen ist. Sein Ururgroßvater war Baruch Bendit Goitein (1770–1839), genannt Kesef Nivchar nach seinem 1827/28 in Prag erschienenen Werk über Fragen des Talmud. Sein noch in Ungarn geborener Vater Eduard Ezechiel Goitein war 1895 bis 1914 Bezirksrabbiner in Oberfranken.
Fritz Goitein studierte 1918 bis 1923 an der Universität Frankfurt bei Josef Horovitz (1874–1931) Arabisch und Islamwissenschaft und emigrierte anschließend nach Palästina. 1928 wurde er Dozent am Institut für Orientalische Studien an der Hebräischen Universität Jerusalem. Inzwischen hebräisiert zu Shlomo Dov Goitein, arbeitete er in den 1930er-Jahren als britischer Regierungsschulinspektor für die jüdischen Schulen Palästinas. 1947 erhielt er eine Professur an der Hebräischen Universität, die er zehn Jahre lang innehatte. 1957 zog er in die USA und wurde Professor für Arabisch an der University of Pennsylvania in Philadelphia. 1971 wurde er in den Ruhestand versetzt, verbrachte den Rest seines Lebens in Princeton und wurde dort Mitglied des Institute for Advanced Study. 1970 wurde er zum Mitglied der American Philosophical Society gewählt.
Seine Forschungsaktivitäten lassen sich in drei Perioden unterteilen. In der ersten Periode veröffentlichte Goitein einige Untersuchungen über religiöse Institutionen des Islam, wie z. B. das islamische Gebet und den Fastenmonat Ramadan. Als Abschluss dieser islamwissenschaftlichen Studien publizierte er 1936 den 5. Band des historischen Werks Ansāb al-ashrāf des arabischen Historikers al-Baladhuri aus dem 9. Jahrhundert.
In seiner zweiten Forschungsperiode befasste sich Goitein vor allem mit dem kulturellen Erbe der jemenitischen Juden. Zu den Resultaten dieser Arbeit gehören Yemenica, eine Sammlung von Sprichwörtern aus Zentraljemen, sowie die Publikation des Reiseberichts von Chaim Chawschusch (1833–1899), der im Jahre 1870 den französischen Orientalisten Joseph Halévy auf seinen Reisen durch Jemen bis zum seit 1934 zu Saudi-Arabien gehörende Nadschran begleitete (Judäo-Arabischer (sanaʾni) Text 1941, hebräische Übersetzung 1939).
Seine dritte Forschungsperiode widmete Goitein vor allem der Veröffentlichung von Dokumenten aus der Kairoer Geniza, deren Schlussfolgerungen er in seinem monumentalen fünfbändigen Werk A Mediterranean Society publizierte. Außerdem schrieb er Jews and Arabs – Their Contacts through the Ages (3. Auflage 1967).

## Werk (Auswahl)
- A Mediterranean Society: The Jewish Communities of the Arab World as portrayed in the Documents of the Cairo Geniza. 6 Bände, University of California Press, Berkeley and Los Angeles 1967–1988, ISBN 0-520-04869-5
- Studies in Islamic History and Institutions. Leiden 1966
- Letters of Medieval Jewish Traders. Princeton 1973
- S. D. Goitein and Mordechai A. Friedman: India Traders of the Middle Ages. Documents from the Cairo Geniza (India Book). Leiden and Boston 2008, ISBN 978-90-04-15472-8